# لیناکس
لیناکس (انگلیسی: Lennox) شرکت تجهیزات خانگی آمریکایی است، که در سال ۱۸۹۵ توسط دیو لیناکس تأسیس شد.